# Ilona Feher
Ilona Feher (hongarès: Fehér Ilona)  (Budapest, 1 de desembre de 1901 - Holon, 2 de desembre de 1988) va ser un dels últims representants de l'Escola de violí de l'Europa central, entre els seus grans figuraven Joseph Joachim, Otakar Ševčík i Jenő Hubay. També va ser una destacada professora de violí.

## Biografia
Primers anys
Feher va estudiar amb Jenő Hubay durant sis anys a la Acadèmia Franz Liszt de Música a Budapest. Altres professors de violí dels seus primers anys van ser Joseph Bloch, Josef Smvilovitch (també deixeble de Jenő Hubay) i Imre Pogany.
Europa
Entre les dues guerres mundials va actuar a tot Europa, en particular amb Willem Mengelberg i la Royal Concertgebouw Orchestra d'Amsterdam, (Països Baixos).
Feher va viure a Budapest fins al 1942, quan va ser internada amb la seva filla en un camp de concentració. Van aconseguir escapar el 1944 i es van unir als partidaris hongaresos i txecoslovacs fins a l'alliberament per part de l'Exèrcit Roig soviètic. Més tard va tornar a l'escenari del concert per actuar només a l'Europa de l'Est controlada pels soviètics.
Emigració a Israel i ensenyament
El 1949 va emigrar a Israel per començar una nova vida com a professora de violí. Al cap de 25 anys s'havia guanyat la reputació de ser una mestra inspirada amb una forta disciplina, però no sense sentit de l'humor. Els seus 250 alumnes inclouen alguns dels violinistes més destacats com Pinchas Zukerman, Shlomo Mintz, Hagai Shaham, Ittai Shapira, Moshe Hammer, Erez Ofer i Yehonatan Berick, els intèrprets de música de cambra Shmuel Ashkenasi i David Ehrlich, així com el músic d'orquestra, Ron Ephrat (violista principal de la Filarmònica de Rotterdam), Yaakov Rubinstein (concertista de l'Orquestra Simfònica de Bamberg) i el director Yoel Levi. A més d'ensenyar a l'Acadèmia Rubin de Tel-Aviv, Feher va impartir classes magistrals a tot el món. Freqüentment va exercir de jurat en concursos internacionals de violí a Múnic i Friburg, (Alemanya), al concurs Spohr.

## Premis
Feher va rebre la Medalla d'Or i el Diploma de l'Acadèmia Franz Liszt de Budapest. També va ser nomenada Doctora Honoris causa per l'Institut de Ciències Weizmann de Rehovot, Israel, i Ciutadana Honorària de la ciutat de Holon, que sempre va ser la seva ciutat natal a Israel. En un concert dissenyat com a celebració del 65è aniversari d'Isaac Stern al Carnegie Hall, va ser guardonada amb el premi "King Solomon de la America-Israel Cultural Foundation".